# ألب أرسلان: السلجوقي العظيم
ألب أرسلان: السلجوقي العظيم (بالتركية: Alparslan: Büyük Selçuklu) هو مسلسل تلفزيوني تركي من نوع الخيال التاريخي بثت على قناة تي أر تي 1 من 8 نوفمبر 2021 حتي 6 نوفمبر 2023، من إخراج سدات إنجي، وسيناريو إيمره كونوك، وإنتاج أكلي فيلم. على الرغم من أن المسلسل يحكي ماضي أحداث مسلسل نهضة السلاجقة العظمى، الذي عرض بين عامي 2020 و 2021، إلا أنها تعتبر مكملة له. يتناول هيكل الدولة والأحداث السياسية وحروب الدولة السلجوقية الكبرى وحياة السلطان ألب أرسلان. يلعب الأدوار الرئيسة في المسلسل باريش أردوتش وفخرية أوجن وكايرا زابجي ومحمد أوزغور وأردنش جولينار وأوزغور تشيفيك ويورداير أوكو وهاندي سوباشي وباريش باجي وصرب ليفند أوغلو وجيزم كاراجا.

## القصة
في اليوم الذي كان من المقرر أن يُعلِن فيه السلطان السلجوقي طغرل عن وريثه، تصله أنباء بأن البيزنطيين قد قتلوا أتراكًا أبرياء، من بينهم نساء وأطفال. فيأمر بحملة عسكرية إلى الأناضول. وخلال هذه الحملة، يتعرض الأمراء السلاجقة لهجوم من قِبل قتلة غامضين، وتقود آثار هذا الهجوم ألب أرسلان إلى مكان لم يكن يتوقعه أبدًا.
وخلال سعيه خلف القتلة، يُنقذ ألب أرسلان فتاة تركمانية تُدعى "أكشا خاتون"، كانت قد هربت من اضطهاد البيزنطيين. إلا أنه لم يكن يعلم بالأسرار التي تُخفيها أكشا خلف جمالها. وفي الوقت ذاته، يرسل الإمبراطور البيزنطي الجنرال دوكاس والقائد رومانوس ديوجينيس إلى "آني" لحل الخلافات مع التركمان. إلا أن خطأ ارتكبه "يانيس"، ابن حاكم آني "كيكافمينوس"، يدفع السلطان طغرل إلى إعلان الحرب.
ويخوض ألب أرسلان، الذي بُشّر منذ طفولته بالفتوحات في أحلامه، مواجهة حاسمة مع الدولة البيزنطية في معركة "باسينلار"، إلى جانب الجيش السلجوقي. وتكون هذه المعركة الخطوة الأولى على طريقه المبارك نحو فتح الأناضول أمام الأتراك. وبعد النصر، يُعلِن السلطان طغرل أن ألب أرسلان هو وريثه، لكن الأخير يتنحى عن الحكم مؤقتًا، ليُكرّس نفسه للجهاد ضد المسيحيين.
ألب أرسلان يُخطط للزواج من أكشا، إلا أنه يكتشف لاحقًا أنها كانت جاسوسة لحساب كيكافمينوس، لكنها تتوب وتُكرّس ولاءها للسلاجقة. وفي الوقت ذاته، يشعر الأمير بوزان بالخطر فيقوم بمحاولة أخيرة بقتل السلطان محمود الغزنوي، زوج "شيهوار". وعندما تحاول شيهوار إبلاغ والدها "تشاغري بك"، يُهددها بوزان بإشعال حرب أهلية تؤدي لموت طفلها. تحاول تنبيهه عبر رسالة، إلا أن "كاراجا" تكتشفها، وتسأل بوزان عن حقيقتها. ثم تغضب من أكشا لأنها أخبرت تشاغري بأن "كاراجا" كانت سببًا في موت شيهوار، مما يؤدي إلى فقدان كاراجا لطفلها، ثم وفاتها.
تموت أكشا في أثناء فتح "فاسبوركان"، قبل أن تتزوج من ألب أرسلان، الذي ينتقم من كيكافمينوس بشنقه، وتعود فاسبوركان للسلاجقة.
يبدأ الموسم الثاني بذهاب ألب أرسلان إلى الحج، ثم يواجه عدوًا جديدًا: أرسلان يوسف، قاتل والد إبراهيم ينال. السلطان طغرل يأمر ألب أرسلان بعدم قتل يوسف، مما يُغضب ينال. كما يأمره بالزواج من "سفرية خاتون"، ابنة يوسف، رغم معارضة الطرفين، خاصة أن ألب أرسلان يحمل في قلبه حب "أكشا".
ينال يُعتقل بعد محاولته بيع الحديد للأعداء، ويُكشف ذلك عبر أرباسكان. الجاسوس "ألباغوت" في فاسبوركان يُستدعى من قبل الحاكم الجديد "غريغور". "سفريه" ترفض الزواج وتطعن ألب أرسلان في كتفه، لكن الزواج يتم، وتبدأ مشاعر الحب بالتطور بينهما.
يتبيّن لاحقًا أن أرسلان يوسف خائن، وتحزن سفريه لذلك. ثم تصل أختها "غولجة" إلى فاسبوركان بأمر من ألب أرسلان. لاحقًا، يظهر "أرسلان بيساسيري" ويتحالف مع ينال، الذي يتضح أنه خائن، مما يُغضب طغرل وتشاغري.
يقع سليمان، شقيق ألب أرسلان، في حب "فلورا"، ابنة غريغور، لكن حبها له ينتهي لاحقًا. يُصاب تشاغري إصابة بليغة ثم يتوفى. يأسر غريغور سفريه ويطالب ألب أرسلان بالتنازل عن "فاسبوركان" و"خان سورماري"، لكن ألب أرسلان يُحرّرها.
يقتل "قتلمش بك" ابن غريغور، "ألكسندر"، مما يؤدي إلى انقطاع علاقة فلورا بسليمان. تُنجب سفريه ابنًا يُدعى "ملك شاه". يظهر "الكونت ليون" في آني، ويتحالف "أرباسكان" مع قتلمش ويجر "جوهر" للمؤامرة. يُعلَن سليمان وريثًا، لكن يُكتشف لاحقًا أن الجاسوس "جلال" هو في الحقيقة ابن "ألتنجاك خاتون"، وقد قُتل على يدها بعد محاولته اغتيال السلطان، ما يؤدي إلى وفاتها من الحزن.
يُصاب السلطان طغرل بالمرض، ويُعيّن "عميد الملك" سليمان سلطانًا مؤقتًا. يطلب قتلمش من سليمان حكم خراسان، رغم اعتراض ألب أرسلان، وتبدأ معركة من أجل قبيلة مرو، التي يستولي عليها قتلمش.
يعثر ألب أرسلان على وصية السلطان طغرل التي تنص على أن يكون هو السلطان الشرعي بعده. بعد مآسٍ كثيرة، منها استشهاد ألباغوت، وفقدان سفريه لجنينها، ووفاة قتلمش في معركة ضده، يُصبح ألب أرسلان سلطانًا رسميًا.
يهرب سليمان مع فلورا. "مردان"، ابن قاورد، يخون ألب أرسلان ويتحالف مع الكونت ليون، وقاورد يعلم بذلك لكنه يتظاهر بالجهل. يُقدِم ألب أرسلان على خنقه، ثم يثور قاورد عليه ويستولي على "كرمان".
يظهر الأمير ياقوتي، شقيق السلطان، وتصل "لويزا"، أميرة تلتقي بألب أرسلان أثناء مطاردتهم للعدو. تلمس وجهه بمحبة فتغضب سفريه. يتقدم ياقوتي للزواج من لويزا لكنها ترفض. بعد أن يهرب ليون من السجن الذي وضعه فيه ديوجينيس، يحاول مهاجمة سفريه، لكن لويزا تنقذها.
يُحرّر ألب أرسلان مدينة "آني"، ويقتل الكونت ليون، بينما يهرب ديوجينيس مع مساعدته "إيراز".
وفي معركة ملاذكرد الشهيرة، ينتصر ألب أرسلان على ديوجينيس، ويفتح بذلك الأناضول أمام الأتراك. وفي نهاية الموسم الثاني، يُطلق سراح ديوجينيس.

## طاقم العمل

### شخصيات رئيسية
- باريش أردوتش في دور محمد ألب أرسلان: سلطان من سلاطين السلاجقة، زوج سفرية خاتون، ابن تشاغري بك، وابن شقيق طغرل بك. ابن زوجة سلجان خاتون. أخ غير شقيق لسليمان، شيهوار، جوهر، خديجة أرسلان، ياقوتي وقاورد.
- فخرية أوجن في دور آكشا "أيبيكه" خاتون (ماريا): خطيبة ألب أرسلان، ابنة نظام الملك. اختُطفت وهي رضيعة على يد كيكاومينوس بعد هجوم على قبيلتها. ربّاها كيكاومينوس باسم ماريا، لتكون أداة في تدمير السلاجقة. أخبرها ألباغوت بالحقيقة وهي صغيرة. توفيت خلال حصار فاسبوراكان على يد كيكاومينوس، تحت أنظار والدها المسجون وألب أرسلان. (متوفاة)
- كايرا زابجي في دور سفرية خاتون: زوجة ألب أرسلان، ابنة الأمير أرسلان يوسف، الأخت الكبرى لغولجه خاتون، وتنحدر من القراخانيين.
- محمد أوزغور في دور الأتابك/ نظام الملك (حسن): مسؤول سلجوقي، والد آكشا "أيبيكه" خاتون. يعيد محمد أوزغور تجسيد هذا الدور من مسلسل "نهضة السلاجقة العظمي".
- باريش باغجي في دور طغرل بك: مؤسس الدولة السلجوقية. (متوفى)
- كوريل جزايرلي في دور سليمان: شقيق ألب أرسلان، ياقوتي، قاورد، شيهوار وجوهر خاتون، ابن تشاغري بك وسلجان خاتون، أرمل كراجا خاتون، وزوج فلورا. (متوفى)
- يورداير أوكور في دور طغرل بوزان:أمير في الدولة الغزنوية، لكنه في الحقيقة زعيم منظمة الشيعة المحظورة "القرامطة". قتل السلطانة شيهوار واغتال السلطان مودود. قُطعت رأسه على يد ألب أرسلان. (متوفى)
- صرب ليفند أوغلو في دور الجنرال/القيصر رومانوس الرابع ديوجينيس.
- جيزم كاراجا (الموسم 1) / هاندي سوباشي (الموسم 2) في دور إيفدوكيا مكرمبولتيس.
- أردنش جولينار في دور تشاغري بك: شقيق السلطان طغرل. الأخ غير الشقيق من الأم لإبراهيم ينال. والد ألب أرسلان،قاورد، ياقوتي، شيهوار، خديجة أرسلان، سليمان وجوهر خاتون. (متوفى)
- أويغار أوزجيليك في دور إبراهيم ينال: الأخ غير الشقيق من الأم لطغرل بك وتشاغري بك. الأخ غير الشقيق من الأب لإرباسكان. عم ألب أرسلان،قاورد وسليمان. زوج أوكه خاتون. (متوفى)
- سرحات توتوملور في دور تكفور غريغور. (متوفى)
- دفرم سالت أوغلو في دور أرسلان البساسيري، حاكم بغداد. (متوفى)
- أوزغور تشيفيك في دور الكونت ليون. (متوفى)

### شخصيات ثانوية
- كان يالتشين في دور قاورد بك: أمير سلجوقي، أمير كيرمان، الابن الأكبر لتشاغري بك، ابن شقيق طغرل بك، والأخ الأكبر لياقوتي، ألب أرسلان، شيهوار، سليمان، خديجة أرسلان وجوهر خاتون. والد الأمير مردان.
- بيتال تشوبان أوغلو في دور سلجان خاتون: زوجة تشاغري بك. والدة سليمان، ياقوتي، شيهوار، جوهر وخديجة أرسلان. ربت ألب أرسلان كابن لها.
- هاكان شاهين في دور كندوري. (متوفى)
- إسيلا أوموت في دور جوهر خاتون: شقيقة ألب أرسلان، قاورد، سليمان شيهوار، زوجة إرباسكان.
- فريت كايا في دور إرباسكان: الأخ غير الشقيق من الأب لإبراهيم ينال، زوج جوهر.
- بوراك علي أوزكان في دور الأمير مسعود، ابن سلطان الدولة الغزنوية مودود والسلطانة شيهوار، حفيد تشاغري بك، ابن شقيق ألب أرسلان.
- آيشغول أونسال في دور أكيناي خاتون، والدة ألباغوت.
- بوراك شافاك في دور آفار بك.
- أونور آيتشيلك في دور أرتوك بك.
- كتاي سونغار في دور آتسيز بك.
- إيمري بولوت في دور أفشين بك.
- ميرفي نيل غودر في دور غولجه خاتون، ابنة الأمير أرسلان يوسف، الأخت الصغرى لسفريه خاتون.
- جيهان موغلو (طفل) في دور سردار ألب.
- بورا جنجيز في دور ألسكندر. ابن تكفور غريغور، شقيق فلورا. (متوفى)
- أنيل أوزدميرجي في دور سليمان شاه، بناءً على سليمان بن قتلمش، ابن قتلمش بك، شقيق الأمير منصور.
- دوغوكان تشيفيك في دور الأمير منصور، ابن قتلمش بك، شقيق سليمان شاه.
- كانبولات غوركيم أرسلان في دور قتلمش بك، والد سليمان شاه والأمير منصور. (متوفى)
- عليكان أوكوموش في دور جلال/إنوشيرفان، ابن حقيقى لالتنجان خاتون، الذي أصبح سيئًا عند السلطان طغرل وبعد ذلك توفي. (متوفى)
- أوموت كاراداغ في دور الأمير أرسلان يوسف: ابن علي تكين، والد سفريه خاتون وغولجه خاتون، منحدر من القراخانيين. (متوفى)
- فرا توبكورور في دور ألباغوت، ابن أكيناي خاتون. (متوفى)
- إسرا كيزيلدوغان في دور التنجان خاتون: زوجة طغرل بك، والدة إنوشيرفان. (متوفى)
- ديلاراي يشيليابراك في دور فلورا، ابنة تكفور غريغور، شقيقة الإسكندر، زوجة سليمان. (متوفى)
- أويكو جورمان في دور أوكه خاتون: زوجة إبراهيم ينال بك. (متوفى)
- يلديرم فكرت أوراج في دور عميد الملك أحمد، وزير سليمان. (متوفى)
- أطس كاردومان في دور أيبارس بك. (متوفى)
- أميت آجار في دور البابا ستيفانوس/شامل، صديق السلطان طغرل. (متوفى)
- غوركان تشولاكر في دور رسول تكين، شقيق قتلمش بك. (متوفى)
- شاهين تشيليك في دور باتور بك.
- كيرم بويراز كايا ألبي في دور باتويش، مساعد إلسكندر. (متوفى)
- توغجيه توركر في دور زيرين، مساعدة سفريه خاتون. (متوفى)
- تالات جان بيوكالتاي في دور تويغار بك.
- غوخان غور في دور غوكتوغ ألب. (متوفى)
- مصطفى كازار في دور الملك باغرات.
- دوغاناي أونال في دور الأمير مردان،ابن قاورد. (متوفى)
- نسرين يلماظ في دور جوليا.
- غوخان تيركانلي في دور حاجب ياسين.
- دنيز تشاتالباش في دور القائد إيراز، مساعدة ديوجينيس.
- أسليهان كارالار في دور الأميرة لويزا، ابنة الأمير كورغين.
- إيمري باسالاك في دور الأمير ياقوتي، ابن تشاغري بك، ابن شقيق السلطان طغرل، شقيق السلطان ألب أرسلان، قاورد، شيهوار، خديجة أرسلان، سليمان وجوهر. والد زبيدة خاتون.
- ألبتكين سردنجتي في دور الأمير كورغين، والد الأميرة لويزا. (متوفى)

### الموسم 1
- أوبراك سيرجين في دور كاتاكالون كيكاومينوس: تكفور بيزنطي. (متوفى)
- إيمري كيزيليرماك في دور الأمير الجورجي راتي، ابن الأمير ليباريت. (متوفى)
- محمد أونال في دور الأمير الجورجي إيفان، ابن الأمير ليباريت. (متوفى)
- سانر باك أوغلو في دور ليباريت الرابع من كيلدكاري: أمير جورجي، جنرال، وشخصية سياسية تم القبض عليه من قبل السلاجقة في حرب. (متوفى)
- زينب أوزدر في دور السلطانة شيهوار: ابنة تشاغري بك، زوجة سلطان الدولة الغزنوية مودود، وشقيقة ألب أرسلان، قاورد، ياقوتي، سليمان، خديجة أرسلان وجوهر خاتون. (متوفاة)
- متهان شاهينر في دور الأمير يانيس، ابن تكفور كيكاومينوس.
- رابيا سويدورك في دور كاراجا خاتون: زوجة سليمان، أخت طغرل بوزان.
- بوراك دمير في دور هيرفي فرانكوبولوس: جنرال مرتزق، صديق سابق لكاتاكالون كيكاومينوس ثم أصبح عدوه. (متوفى)
- أولجاي كافوزلو في دور حاجي ديهستاني: وزير السلطان طغرل.
- توففيك إيرمان كوتلو في دور فرزات، صديق إبراهيم ينال.
- طولغا أوزتورك في دور حاجب يوسف، أمير سلجوقي.
- ميم كمال أوك في دور أكبيلجي.
- سينان توزجو في دور قسطنطين العاشر دوكاس.

## الحلقات
| الموسم | الحلقات | الحلقات | الأصلي         | الأصلي        | الأصلي |
| الموسم | الحلقات | الحلقات | الأول          | الأخير        | الشبكة |
| ------ | ------- | ------- | -------------- | ------------- | ------ |
| 1      | 27      | 27      | 8 نوفمبر 2021  | 30 مايو 2022  |        |
| 2      | 34      | 34      | 19 سبتمبر 2022 | 6 نوفمبر 2023 |        |

## روابط خارجية
- القناة الرسمية للمسلسل على يوتيوب
- حساب أنستغرام الرسمي للمسلسل